# Nandopsis
Nandopsis és un gènere de peixos pertanyent a la família dels cíclids. Es troba a Haití, la República Dominicana i Cuba.

## Taxonomia
- Nandopsis haitiensis (Tee-Van, 1935)[2]
- Nandopsis tetracanthus (Valenciennes, 1831)[3]
- Nandopsis vombergae (Ladiges, 1938)[4][5]